# Torre del Castellar
La torre del Castellar és una antiga construcció del municipi de Llançà (Alt Empordà), inclosa en l'Inventari del Patrimoni Arquitectònic de Catalunya.

## Descripció
Està situada a l'extrem de llevant del nucli urbà de la població de Llançà, a la part alta de l'illot del Castellar, actualment unit a la terra ferma mitjançant una esplanada de ciment construïda sobre la platja de la Gola.
Es tracta de les escasses restes conservades d'una torre de planta circular, utilitzada com a torre de senyals o guaita. En concret es conserva un tram del basament de la torre construït damunt la roca, d'uns tres metres de llargada aproximada, i que sobresurt escassos centímetres del terreny. Amida aproximadament un metre d'amplada i és fet amb grans pedres de pissarra escairada, lligades amb morter de calç no gaire consistent. Aquestes romanalles semblen indicar que la torre del Castellar era més aviat de dimensions reduïdes.

## Història
La seva edificació cal remuntar-la cap a l'any 1566, durant el regnat de Felip II. Es tractava d'un dels elements defensius del port de Llançà en el segle xvii, la qual apareix mencionada en diferents documents. Estava dotada de canons, una petita guarnició i una presó. A finals del XVII aquesta torre ja és esmentada com a ruïna després de ser demolida durant la Guerra dels Segadors, o Guerra de Separació, per les tropes franceses.
La unió entre el Castellar i la terra ferma -el turó de la Miranda- s'ha fet fa pocs anys, pels volts del 1970; fa menys encara s'ha construït el port esportiu al racó de migdia del port tancat pel Castellar. També s'anomena «el Castellar de la Palandriu».